# Tin Oo
Tin Oo est un nom birman ; les principes des noms et prénoms ne s'appliquent pas ; U et Daw sont des titres de respect.
Tin Oo (en birman : တင်ဦး, souvent appelé Thura Tin Oo ou U Tin Oo), né le 11 mars 1927 à Pathein (Birmanie britannique, Raj britannique) et mort le 1er juin 2024 à Rangoun (Birmanie), est un général birman en retraite, ancien commandant en chef des forces armées birmanes, militant pro-démocratique et l'un des dirigeants de la ligue nationale pour la démocratie.

## Biographie
Tin Oo nait le 11 mars 1927 à Pathein dans la région d'Ayeyarwady.

### Carrière militaire
Tin Oo entre dans l'armée le 26 février 1946 comme sous-lieutenant dans le bataillon des fusiliers birmans. Il fut promu lieutenant le 7 janvier 1947, puis capitaine le 27 septembre 1948. Le 22 juin 1949, il fut transféré au premier bataillon de fusiliers birmans comme commandant de compagnie. Il fut promu commandant le 25 janvier 1950 et prit le commandement du bataillon le 27 novembre 1951. Il fut promu lieutenant-colonel le 21 janvier 1954 et prit le commandement de la quatrième brigade d'infanterie le 30 mai 1957. Il fut ensuite transféré à la tête de l'école d'officiers le 13 septembre 1957. De 1958 à 1961, il commanda successivement le 14e bataillon d'infanterie (18 novembre 1958), le 2e bataillon de fusiliers birmans (16 février 1961) et, après sa promotion au grade de colonel, la 13e brigade d'infanterie (20 février 1961).
Il fut alors nommé commandant de la région militaire sud-ouest et promu général de brigade le 14 février 1963. Le 19 septembre 1964, il devint commandant de la région centre. Il fut ensuite promu major-général et vice-chef d'état-major de la Tatmadaw (l'armée birmane) le 20 avril 1972. Le 8 mars 1974, il fut promu général et remplaça le général San Yu comme commandant en chef de la Tatmadaw.
Au cours de sa carrière militaire, Tin Oo reçut la prestigieuse médaille militaire Thuya, réservée aux membres des forces armées birmanes (d'où le nom Thura Tin Oo).

### Retraite forcée
Le 6 mars 1976, l'ordre n° 26/76 du Conseil d'État met Tin Oo en retraite. Selon les explications officielles du Parti du programme socialiste de Birmanie (BSPP) au pouvoir, son épouse le Dr Daw Tin Moe Wei aurait accepté de nombreuses commissions occultes. Beaucoup d'observateurs ont supposé que la cause réelle de cette mise à l'écart était la popularité de Tin Oo parmi les troupes et le public en général.
Il fut ensuite accusé de haute trahison contre la Tatmadaw, le BSPP et l'État. Il fut arrêté et jugé pour avoir prétendument retenu des informations au sujet d'un coup d'État manqué contre Ne Win et le Conseil d'État. Son arrestation provoqua des manifestations d'étudiants contre Ne Win et le gouvernement du BSPP, aux cris de « Longue vie à Tin Oo ».
Le 11 janvier 1977, le juge U Ohn Maung, président du comité judiciaire de la région de Yangon condamna Tin Oo à sept ans de travail forcé et d'emprisonnement en vertu de la loi 124 sur les crimes contre l'État et la haute trahison. Son appel du jugement fut sommairement rejeté le 20 août par le juge U Soe Hlaing, président du comité judiciaire central, qui confirma le jugement précédent.

### Carrière politique

Drapeau de la Ligue nationale pour la démocratie.

Tin Oo bénéficie de l'amnistie générale de 1980. Il fit des études et obtint un diplôme en droit. Le 27 septembre 1988, il fit partie des fondateurs de la Ligue nationale pour la démocratie (LND), dont il fut nommé vice-président, puis président le 20 décembre, en remplacement du général Aung Gyi démissionnaire. Il fut assigné à résidence à partir du 20 juillet 1989 et emprisonné pour 3 ans à partir du 22 décembre 1989.
Le 30 mai 2003, un groupe de partisans de la LND accompagnant Tin Oo et Aung San Suu Kyi dans le nord-ouest du pays fut attaqué dans le village de Depayin par un groupe payé par le gouvernement, qui en tua et en blessa un bon nombre. Le bilan généralement retenu est de 70 morts, et l'opposition birmane attribue la responsabilité du massacre au général Soe Win. Tin Oo et Aung San Suu Kyi furent emprisonnés à Kalaymyo. En février 2004, Tin Oo fut ramené à Rangoon, où il fut placé en résidence surveillée. La junte a prolongé sa détention d'un an en février 2007, 2008 et 2009. Cette dernière prolongation constituait une violation du droit birman, mais aucune explication n'a été fournie. Son assignation a résidence a finalement été levée le 13 février 2010.